# Otto Krisch

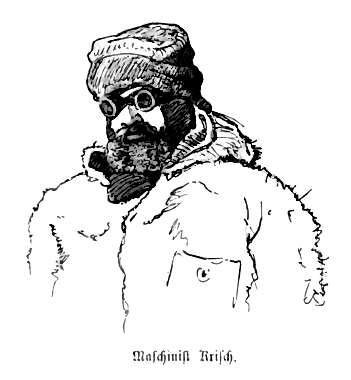
Otto Krisch (Zeichnung von Julius Payer)

Otto Krisch, tschechisch Ota František Kříž, (* 12. Juni 1845 in Pačlavice, Mähren; † 16. März 1874 vor Franz-Josef-Land) war ein österreichischer Polarfahrer.

## Leben
Krisch war ein Sohn des aus Koryčany stammenden Baders Antonín Kříž und dessen Frau Anna Kleiner aus Bregenz. Krischs Vater arbeitete in seiner Jugend auf herrschaftlichen Gütern im württembergischen Waldburg. Dort lernte er Anna Kleiner kennen und heiratete sie. Der Ehe entsprossen neun Kinder, Otto Krisch war das sechste davon. Während seine beiden ältesten Brüder noch in Salzburg geboren wurden, kam Otto in der Heimat seines Vaters zur Welt. Seine Mutter verstarb früh und in zweiter Ehe heiratete Antonín Kříž danach Rosalie Michel, mit der er noch eine Tochter Xaverina hatte.

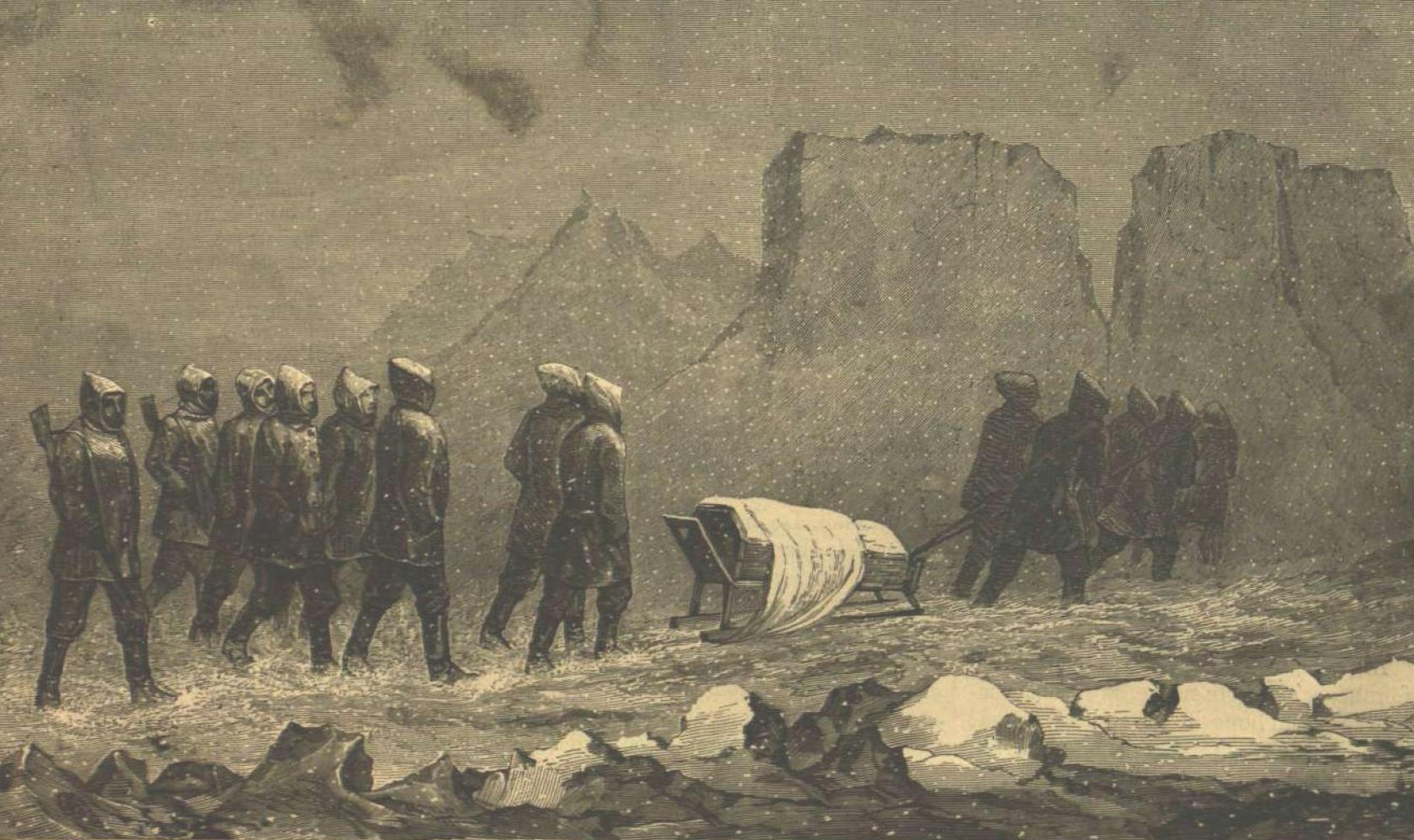
Trauerzug am 19. März 1874

Otto Krisch absolvierte die Realschule in Kremsier, wobei seine Spezialgebiete die Mathematik und das Zeichnen waren. Aus diesem Grunde begann er im Alter von 14 Jahren in Wien eine Lehre als Maschinenschlosser. Im April 1866 wurde Krisch zum Militärdienst einberufen, den er bei der Marine ableistete. Während seines dreijährigen Dienstes wurde Krisch dreimal befördert. Im Februar 1870 wurde Krisch, der sich nach Beendigung seines Grunddienstes für einen Verbleib beim Militär entschieden hatte, zum Korporal und ein halbes Jahr später weiter befördert. Als Maschinenunteroffizier diente Krisch danach auf verschiedenen Kriegsschiffen und wurde nach Kriegsende Maschinist bei der Dampfschifffahrtsgesellschaft Adria in Triest. Dort gewann ihn Carl Weyprecht für die Teilnahme als Offizier an einer Expedition in die Arktis. Die besonderen Bedingungen im Polargebiet waren zu dieser Zeit überhaupt nicht bekannt.
Die mit einer Dampfmaschine ausgerüstete hölzerne Schonerbark Admiral Tegetthoff legte am 13. Juni 1872 in Geestemünde ab. Während der Reise erkrankte Krisch an einer unerkannten Lungentuberkulose, an der er schließlich am 16. März 1874 verstarb. Sein Leichnam wurde am 19. März auf der Wilczek-Insel in der vermutlich nördlichsten Grabstätte der Welt bestattet.
Seinen letzten Leidensweg hielt Krisch in einem Tagebuch fest, das sein Bruder später veröffentlichte und aus dem Erlös einen Gedenkstein für seinen Bruder finanzierte.
Zur Würdigung wurde in Wiener Neustadt die Krischgasse nach ihm benannt.